# Matilo

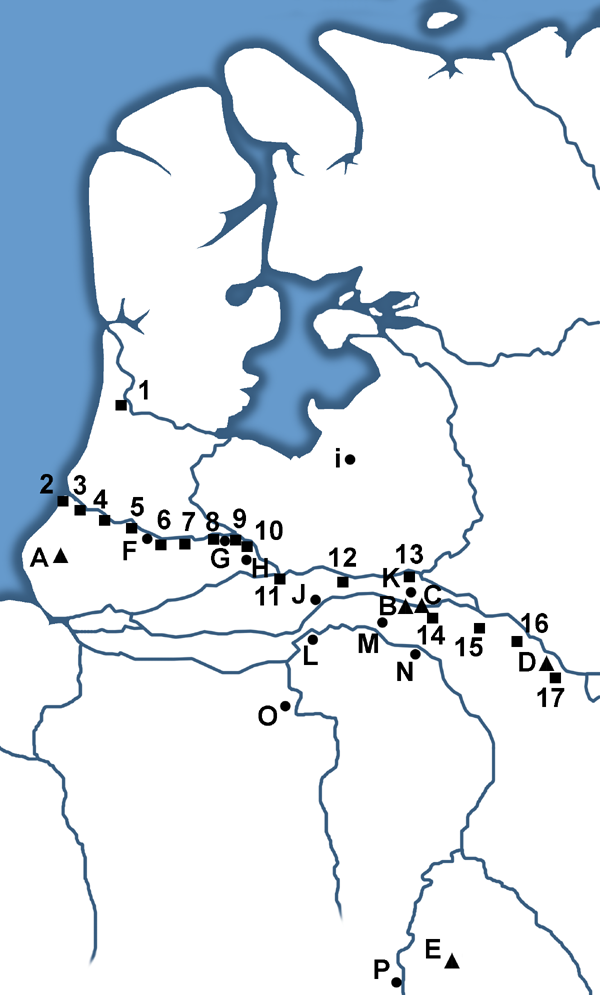
Romeinse steden, forten en nederzettingen in Germania Inferior, met langs de zuidoever van de toenmalige Rijn een opbouw van forten die de zwaar versterkte grenslinie vormden. Matilo is opgenomen als nummer 4 op de kaart. Forten zijn als vierkant weergegeven, steden als driehoek, nederzettingen als stip.

Matilo of Matilone, bij de hedendaagse wijk Roomburg in Leiden, was een Romeinse nederzetting in de provincie Neder-Germanië (Germania Inferior). Matilo was een grensfort (castellum) aan de Oude Rijn, destijds de hoofdtak van de Rijn, langs de noordgrens van het Romeinse Rijk; de zogenaamde limes (Latijn voor "grens"). Matilo staat vermeld op de Peutingerkaart (Tabula Peutingeriana) tussen Albaniana (Alphen aan den Rijn) en Praetorium Agrippinae (Valkenburg). In de 7e eeuw werd het vermeld door de Ravennatis Anonymi in de Cosmographia als Matellionem.

## Castellum Matilo

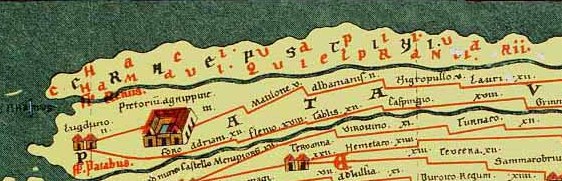
Matilone op de Tabula Peutingeriana

### Stichting
Het fort Matilo lag op een strategische plaats waar verschillende waterlopen bijeenkwamen, namelijk de Rijn (nu Oude Rijn), het kanaal van Corbulo, de Zijl en de Warmonder Leede (Leithe). Naast de limes-weg die de forten langs de Rijn met elkaar verbond liep er ook een weg naar Forum Hadriani (Voorburg). Matilo werd waarschijnlijk gesticht rond 47, tijdens de aanleg van het kanaal van Corbulo.

### Bataafse opstand

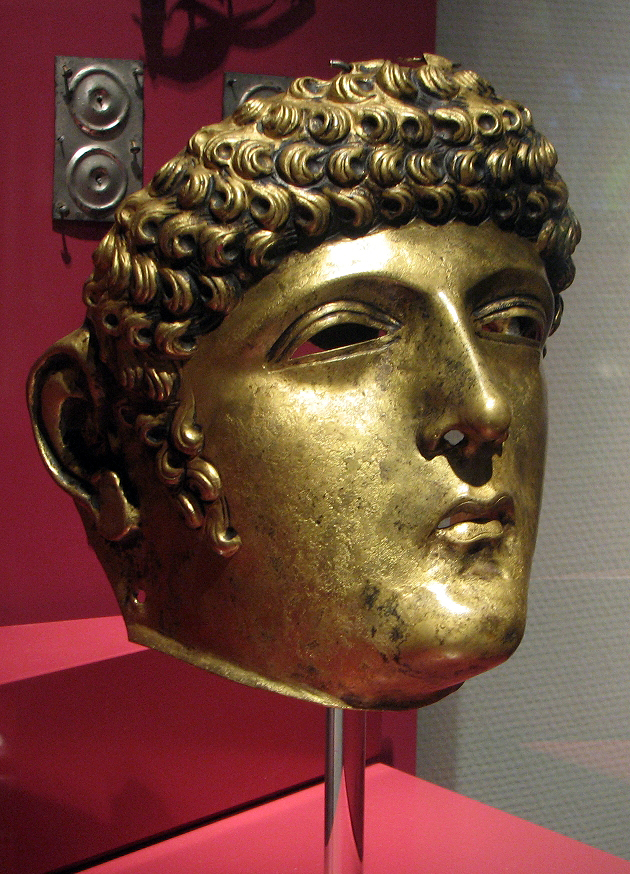
Bij Matilo aangetroffen bronzen viziermasker van een ruiter

Het fort werd in 69/70 tijdens de Bataafse Opstand verwoest, maar nadat deze was neergeslagen weer herbouwd. Bij het legerkamp lag een burgernederzetting. Het fort was in eerste instantie van hout, beschermd door een aarden wal en een palissade.

### Begin 2e eeuw
Een derde constructiefase heeft men kunnen dateren in het begin van de tweede eeuw (tussen 100-125). Er werden nu stenen gebruikt bij de heropbouw van het fort. Mogelijk stonden deze activiteiten in verband met de tocht van  keizer Hadrianus langs de  Neder-Germaanse limes rond 121/122 waarna hij overstak naar Britannia. Tijdens deze tocht verleende hij onder andere marktrechten aan Forum Hadriani. Ook daar vonden toen bouwactiviteiten plaats.
Het fort van Matilo had toen een oppervlak van 95 bij 155 meter.

### 3e eeuw
In 243 werd een stenen muur gebouwd. Matilo was tot ongeveer 275 in gebruik.

## Opgravingen
Al in het begin van de 16e eeuw (1502) werden Romeinse vondsten gedaan bij het klooster dat destijds in Roomburg stond. Drie bronzen beeldjes (twee leeuwen en afbeelding van de godin Minerva) werden in 1508 aan keizer Maximiliaan I aangeboden.
In de huidige wijk Roomburg zijn onder andere munten, aardewerk, paardentuigage en een bronzen gezichtsmasker uit de periode 80-125 gevonden. Dit in 1996 gevonden masker is te bezichtigen in het Rijksmuseum van Oudheden te Leiden. Twee Romeinse gevelstenen van Kasteel Duivenvoorde zijn afkomstig uit Matilo.
Het terrein (niet de reconstructie van het castellum) is aangemerkt als rijksmonument vanwege de aanwezigheid van archeologische sporen en overblijfselen uit verschillende perioden: sporen van het kanaal van Corbulo, overblijfselen van het Romeinse castellum Matilone en het naastgelegen kampdorp, mogelijke bewoningssporen uit de Vroege Middeleeuwen, en overblijfselen van het Middeleeuwse klooster van St. Margaretha der Tertiarissen O.L.V. in Jeruzalem tot St. Margarethenberch.

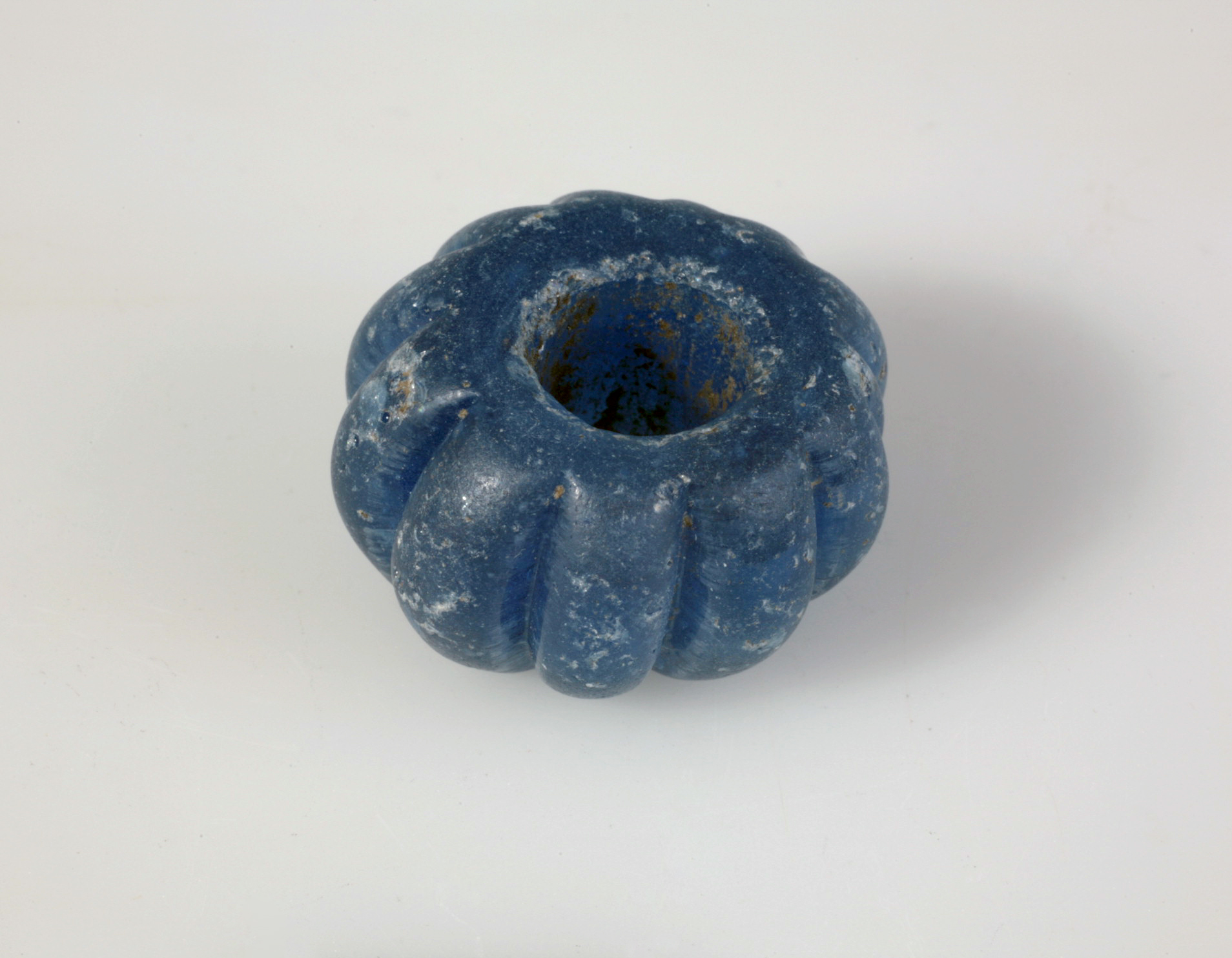
Meloenkraal van blauw glas
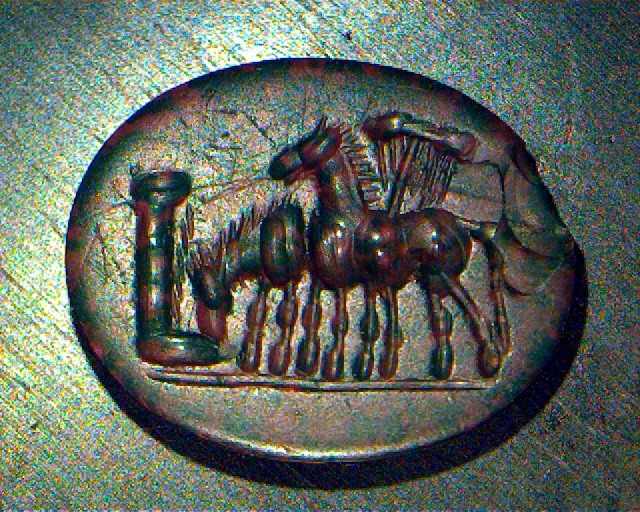
Halfedelsteen met afbeelding van twee paarden bij een drinkbak
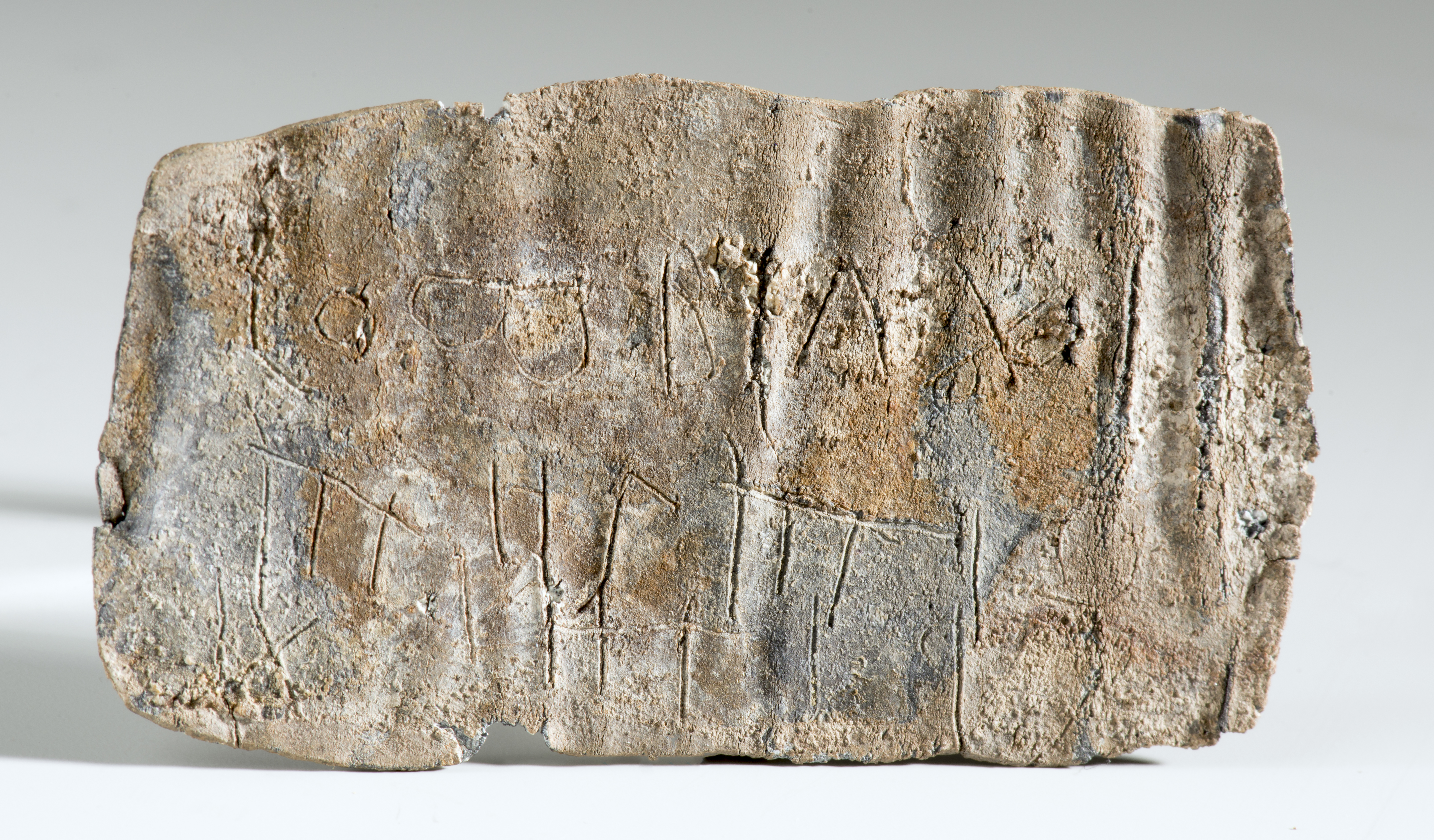
Vervloekingstablet van lood met ingekraste letters en symbolen.
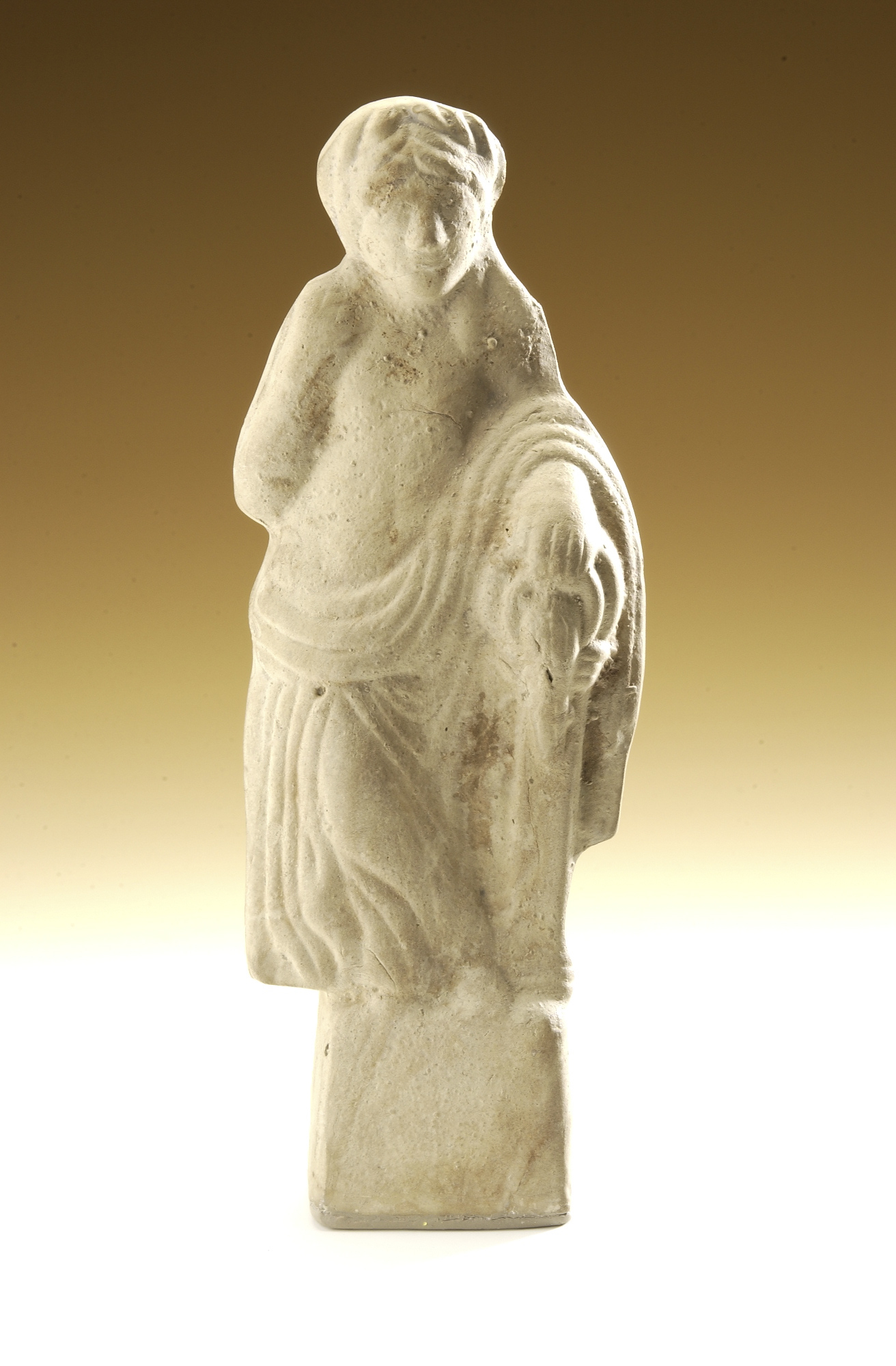
Godinnenbeeldje van pijpaarde

## Werelderfgoed
Het fort Matilo is een schakel in de Neder-Germaanse limes, de lijn van grensforten aan de noordgrens van het Romeinse Rijk.
Op 27 juli 2021 zijn tijdens de vergadering van het Werelderfgoedcomité van de UNESCO in het Chinese Fuzhou onderdelen uit het nominatiedossier, waaronder het fort Matilo,  de status van Werelderfgoed toegekend.

Het belang van het fort in het nominatiedossier wordt als volgt omschreven:
Het fort lag op een belangrijk  punt vanwege zijn ligging aan de noordelijke uitmonding van het kanaal van Corbulo. De zuidelijke oever van de natuurlijke loop werd geconsolideerd met rijen zware palen, die geleidelijk werden uitgebouwd. Dankzij hun uitstekende staat van bewaring kan de chronologie van de bescherming van de oever met grote precisie worden vastgesteld. Het gebied achter de oeverbescherming  werd opgevuld met afval van de nederzetting, dat een schat aan informatie over het leven oplevert in en rond een grensfort. Vondsten uit dit gebied omvatten fragmenten van leren tenten en schildhoezen, sommige met de naam en het embleem van cohors XV voluntariorum,

## Archeologisch park Matilo
Op 18 februari 2010 heeft de gemeenteraad van Leiden het uitvoeringsbesluit 2e en 3e fase Archeologisch park Matilo vastgesteld. Het castellum is bovengronds zichtbaar gemaakt in een thematisch park dat in samenspraak met de omwonenden is ingericht.

### Archeologisch park Matilo na voltooiing (oktober 2013)

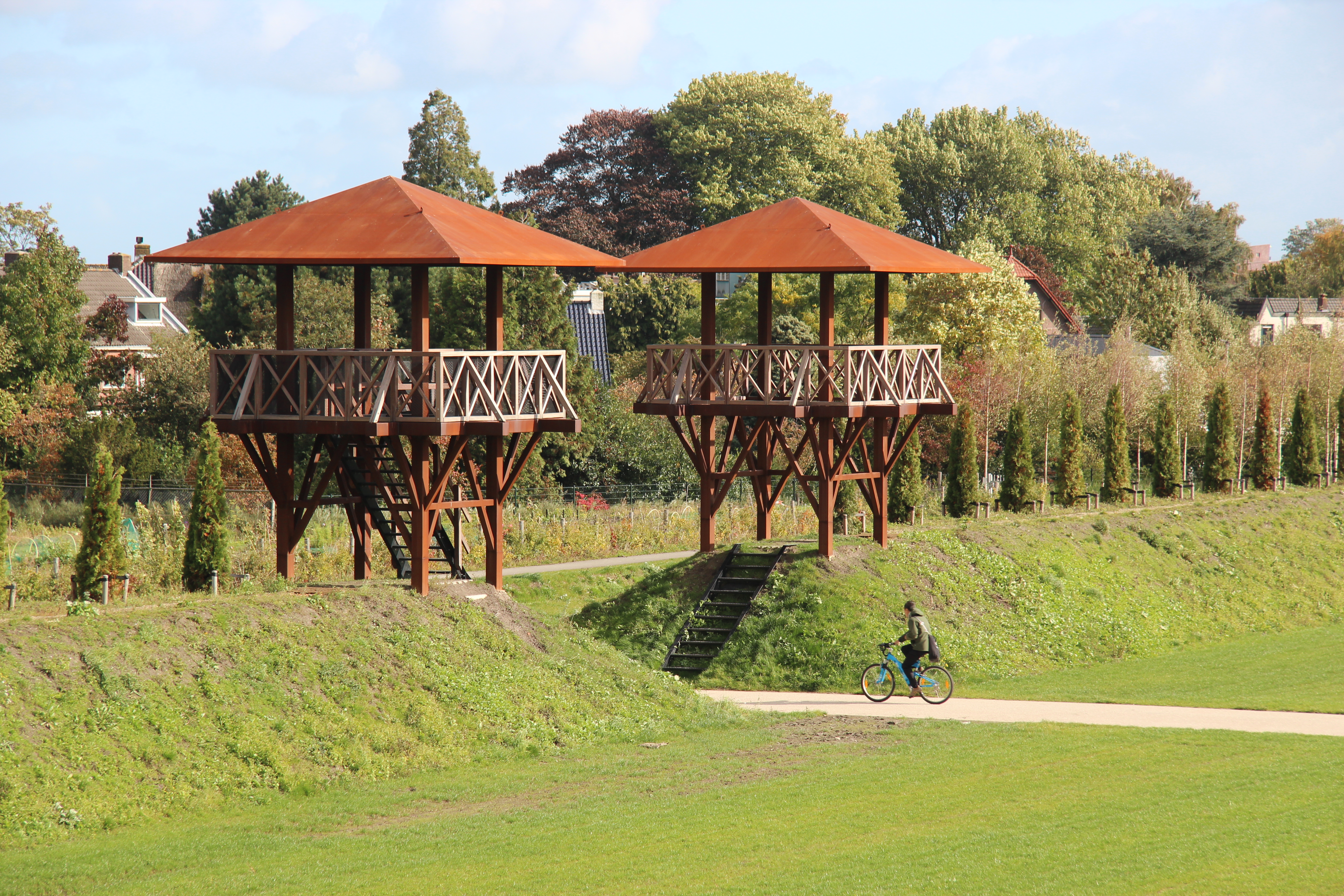
Poort westzijde
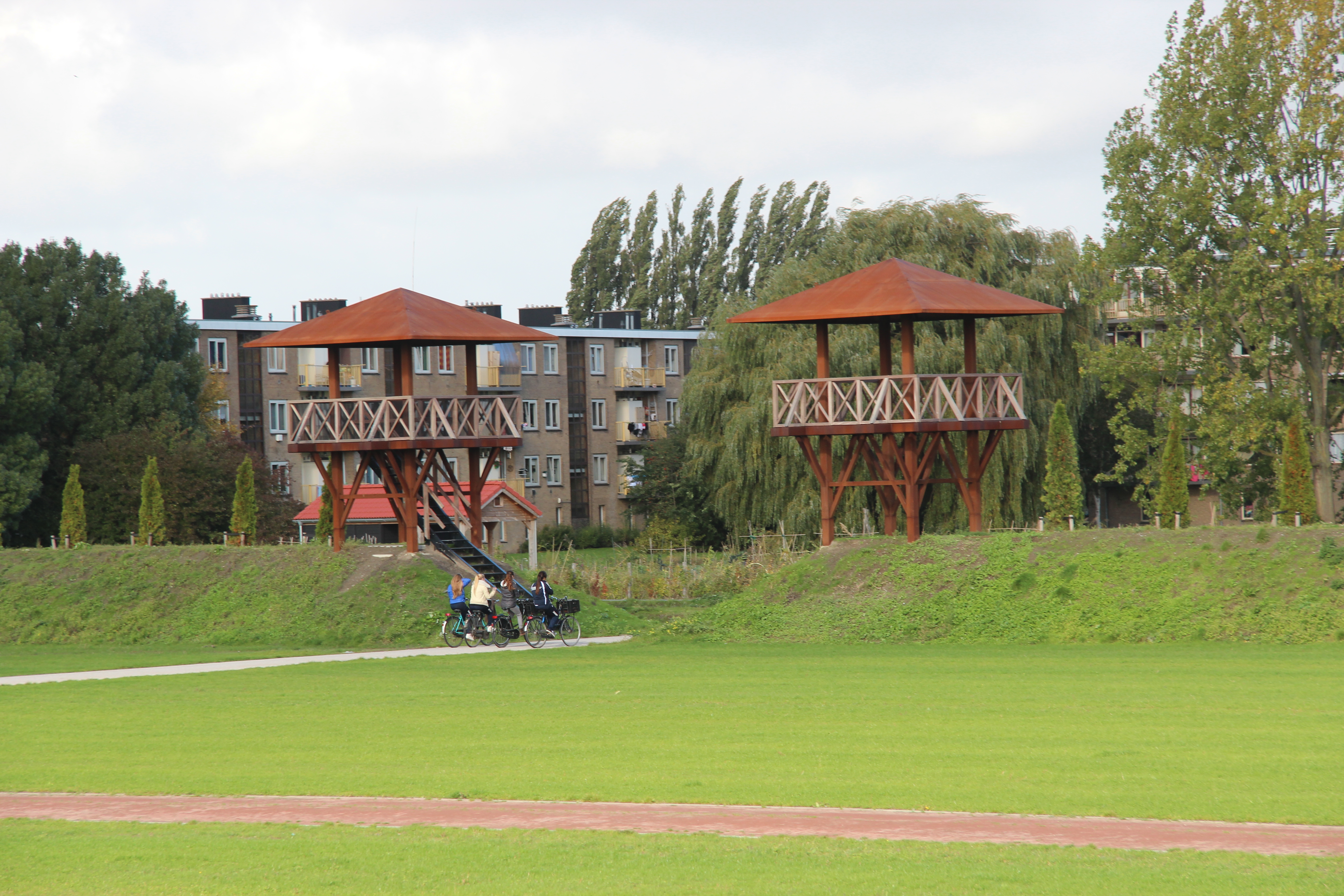
Poort noordzijde
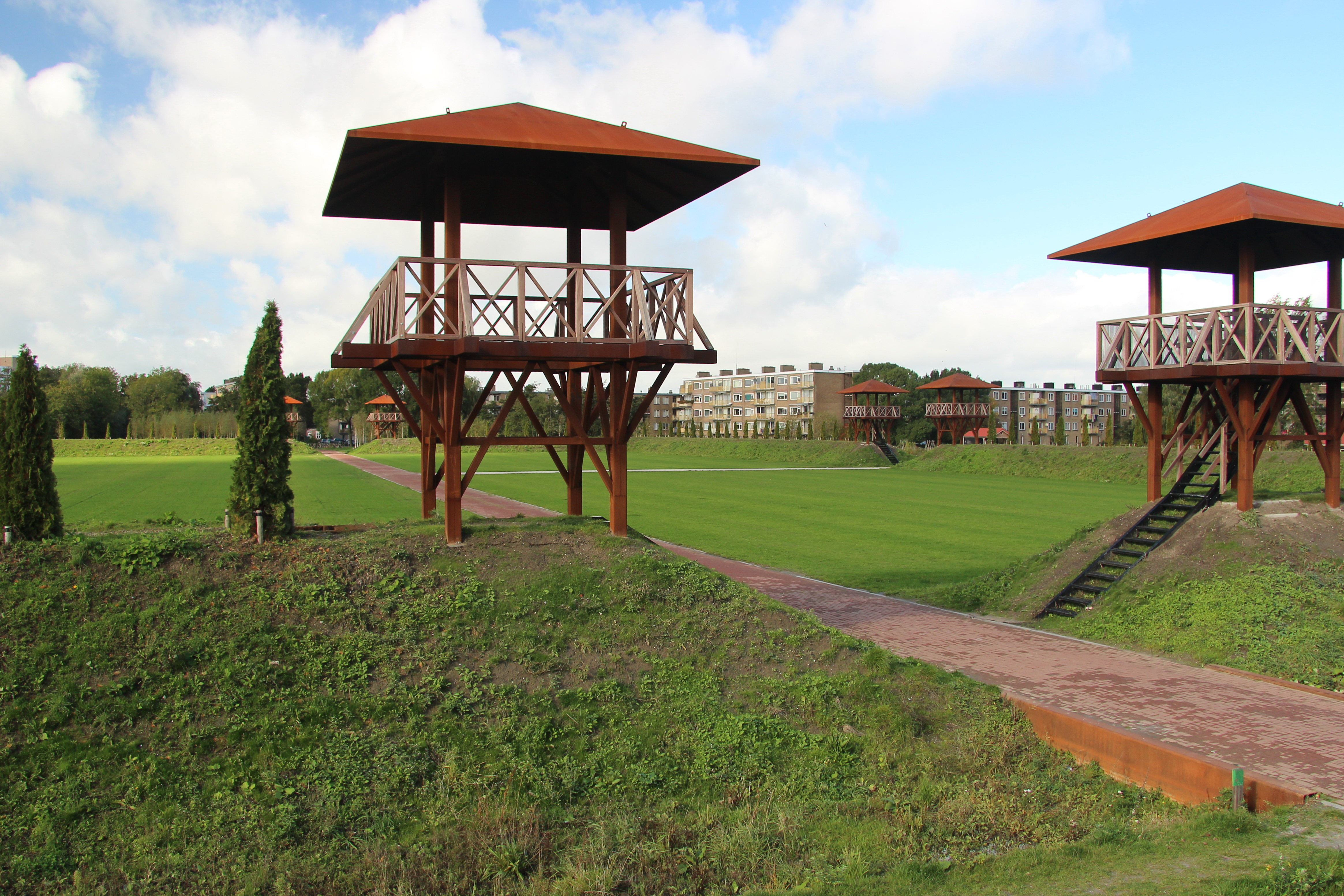
Poort oostzijde
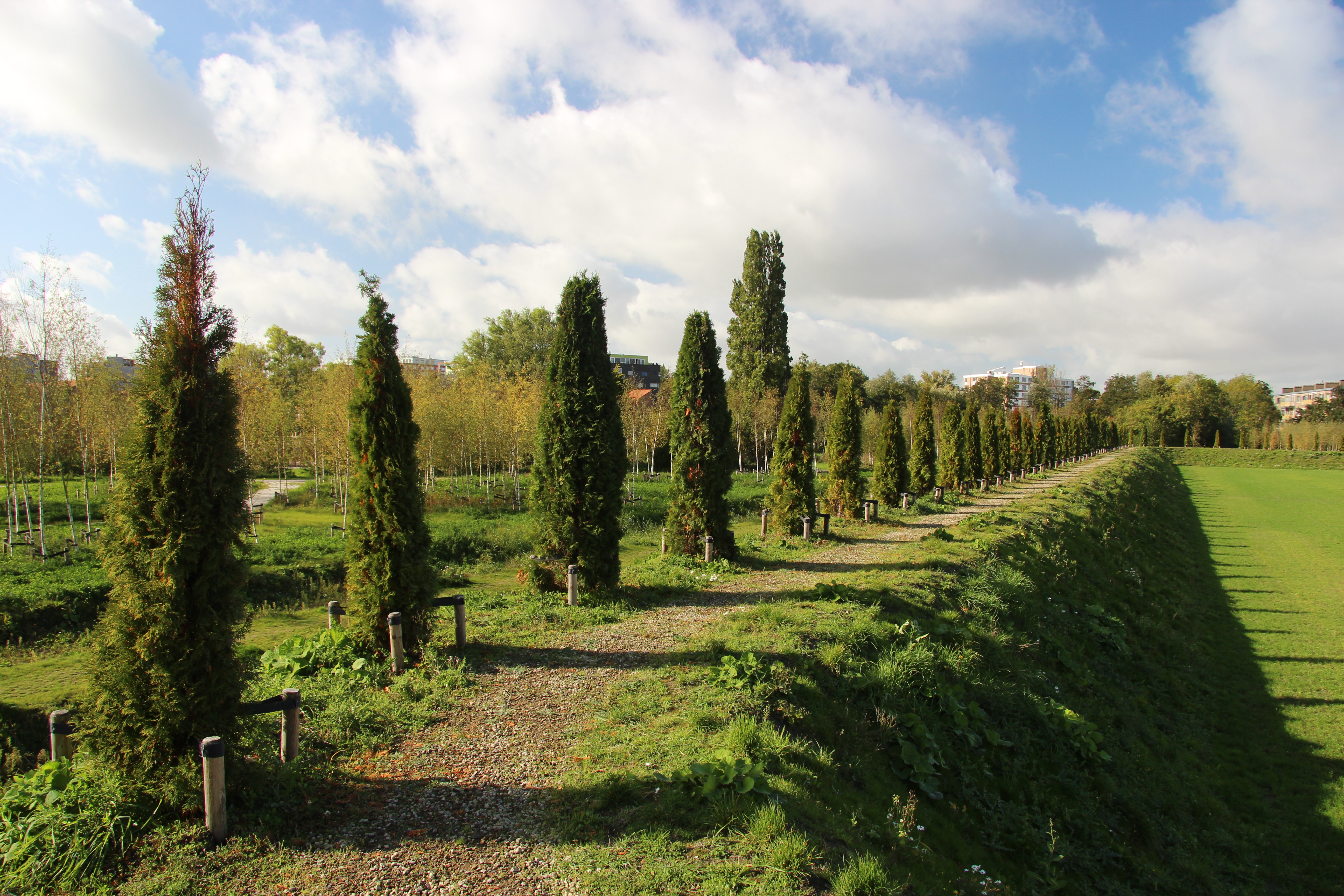
Coniferenwal
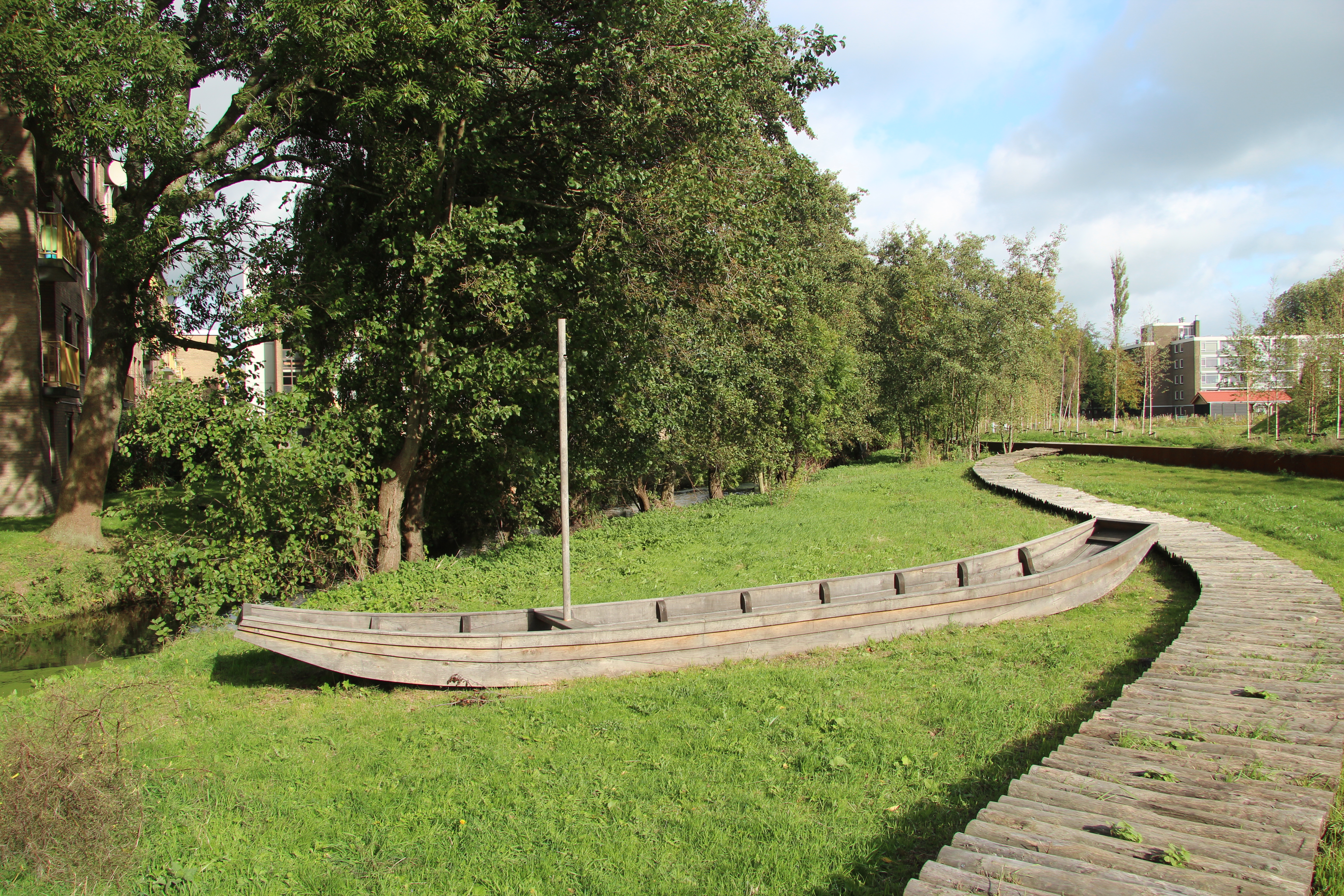
Herinnering aan het Kanaal van Corbulo met Romeinse platbodem
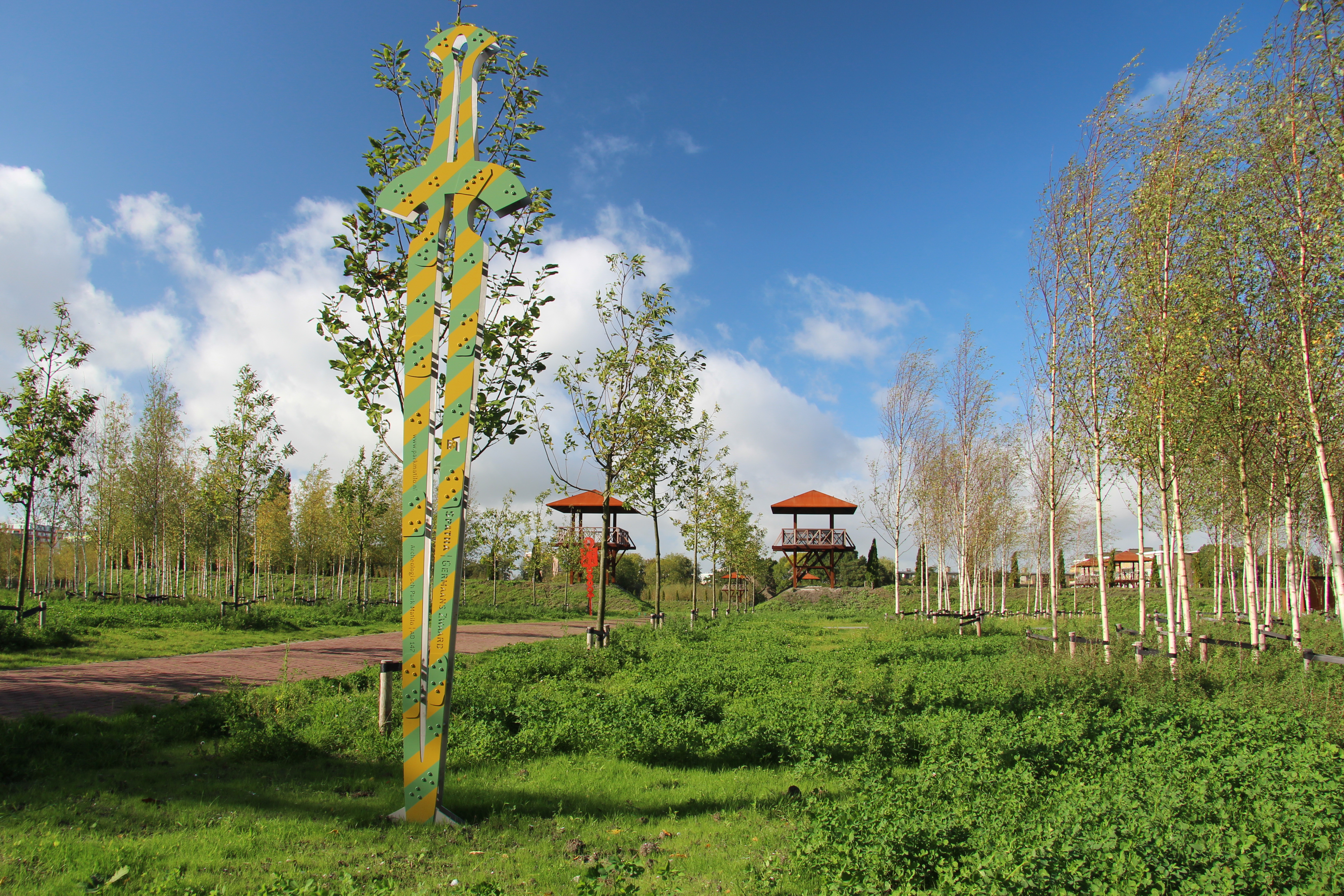
Beeld van een spatha - een Germaans zwaard
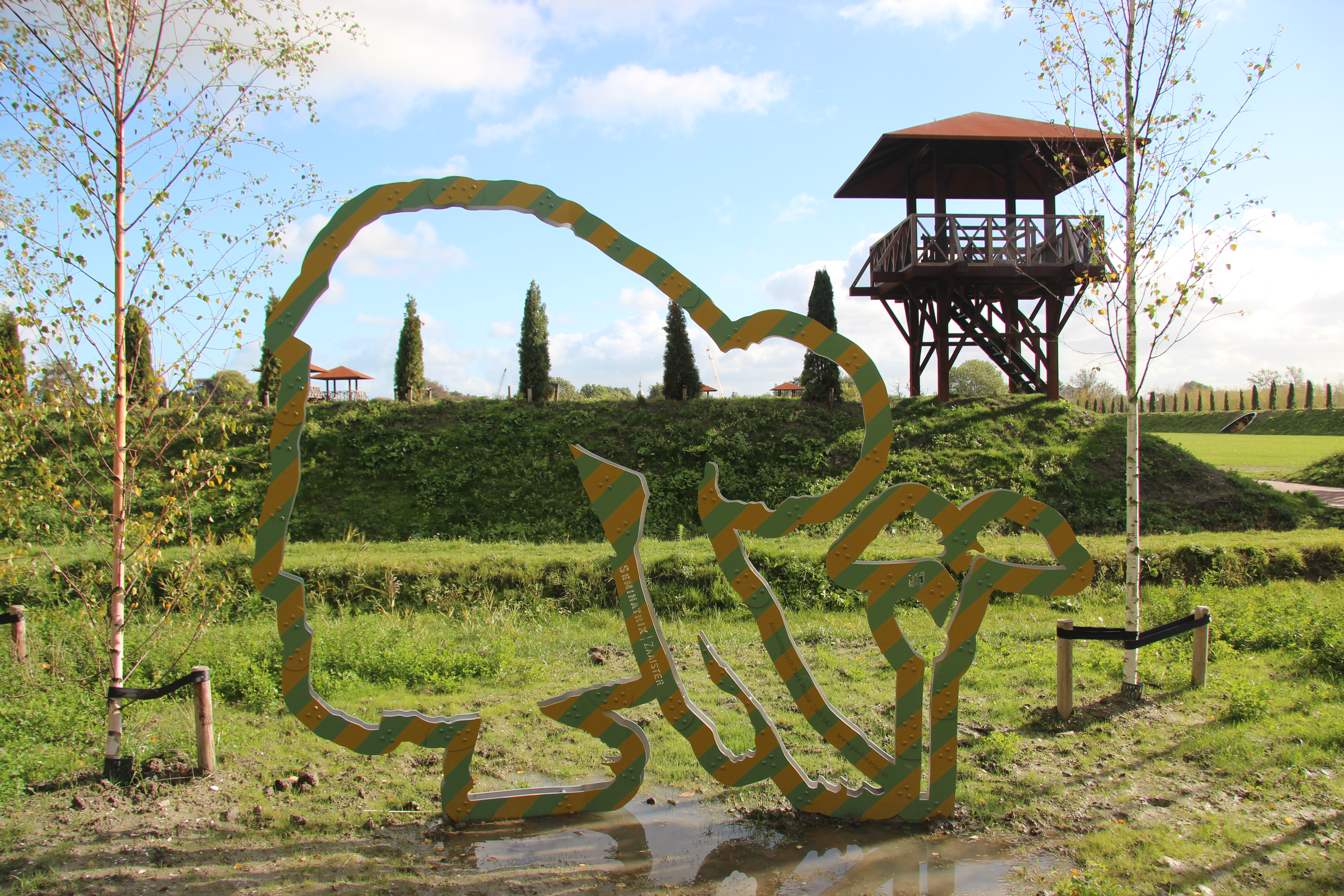
Beeld van een seminatrix - een zaaister
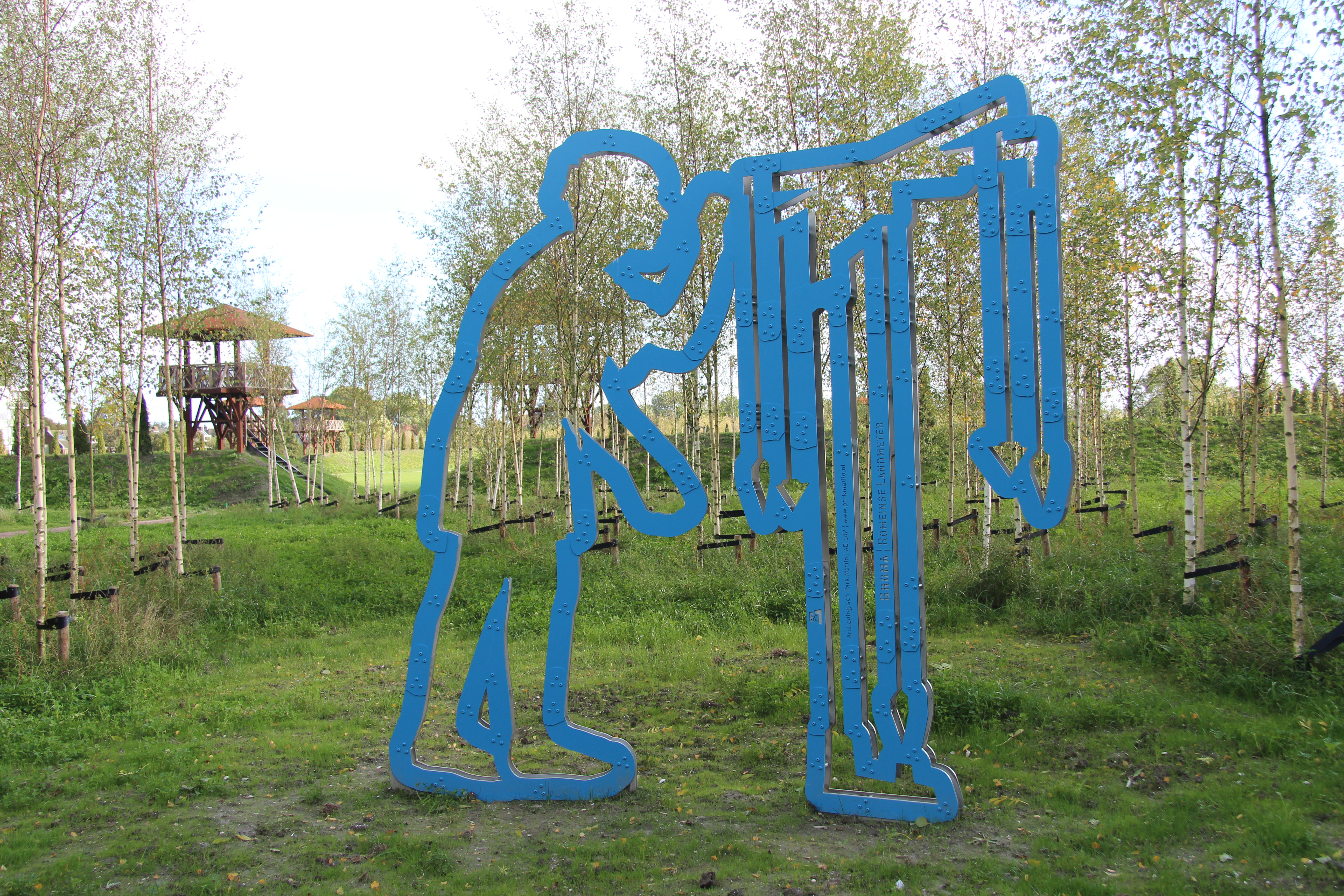
Beeld van een groma - een landmeter
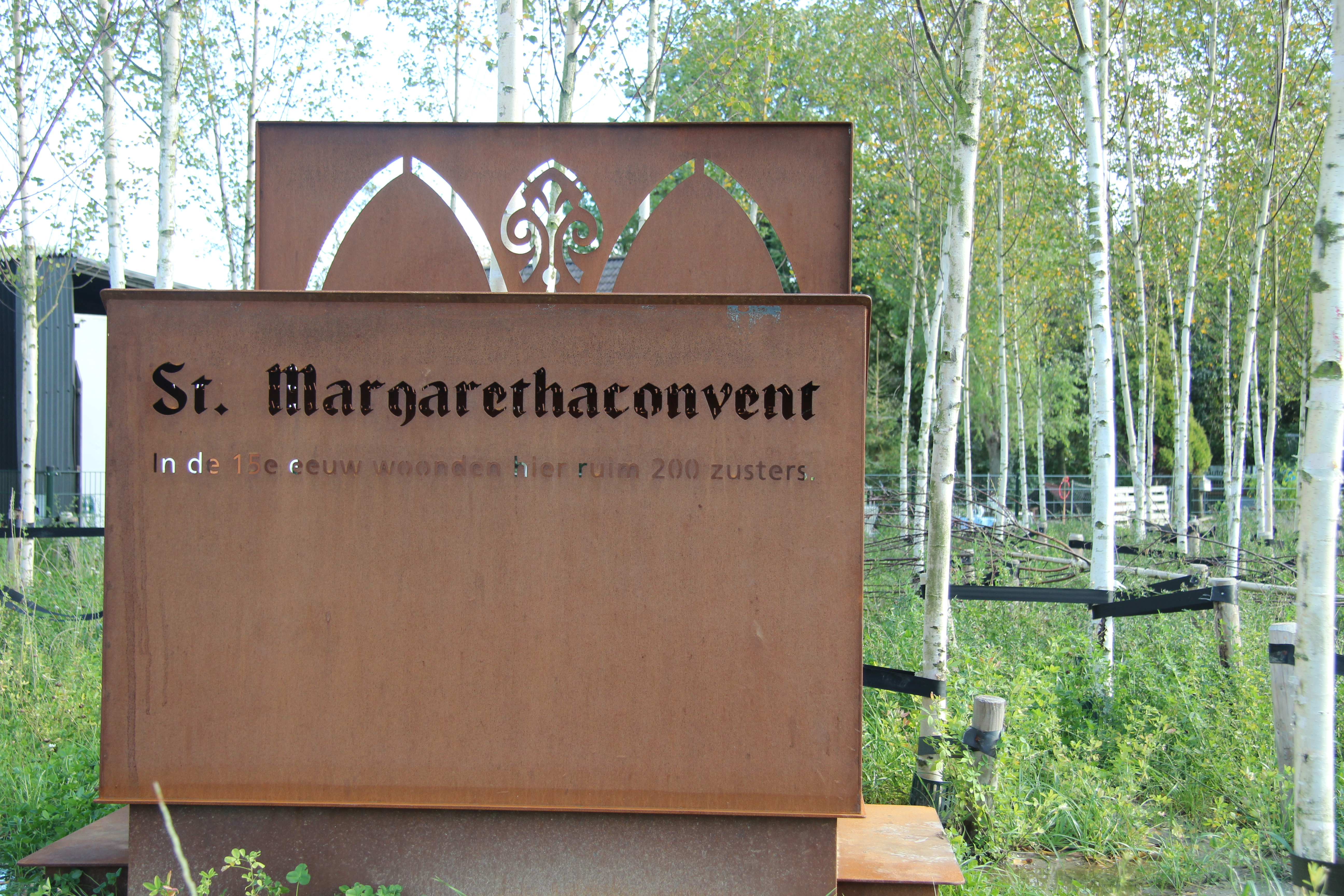
Herinnering aan het St. Margarethaconvent

### Archeologisch park Matilo in aanleg (maart 2012)

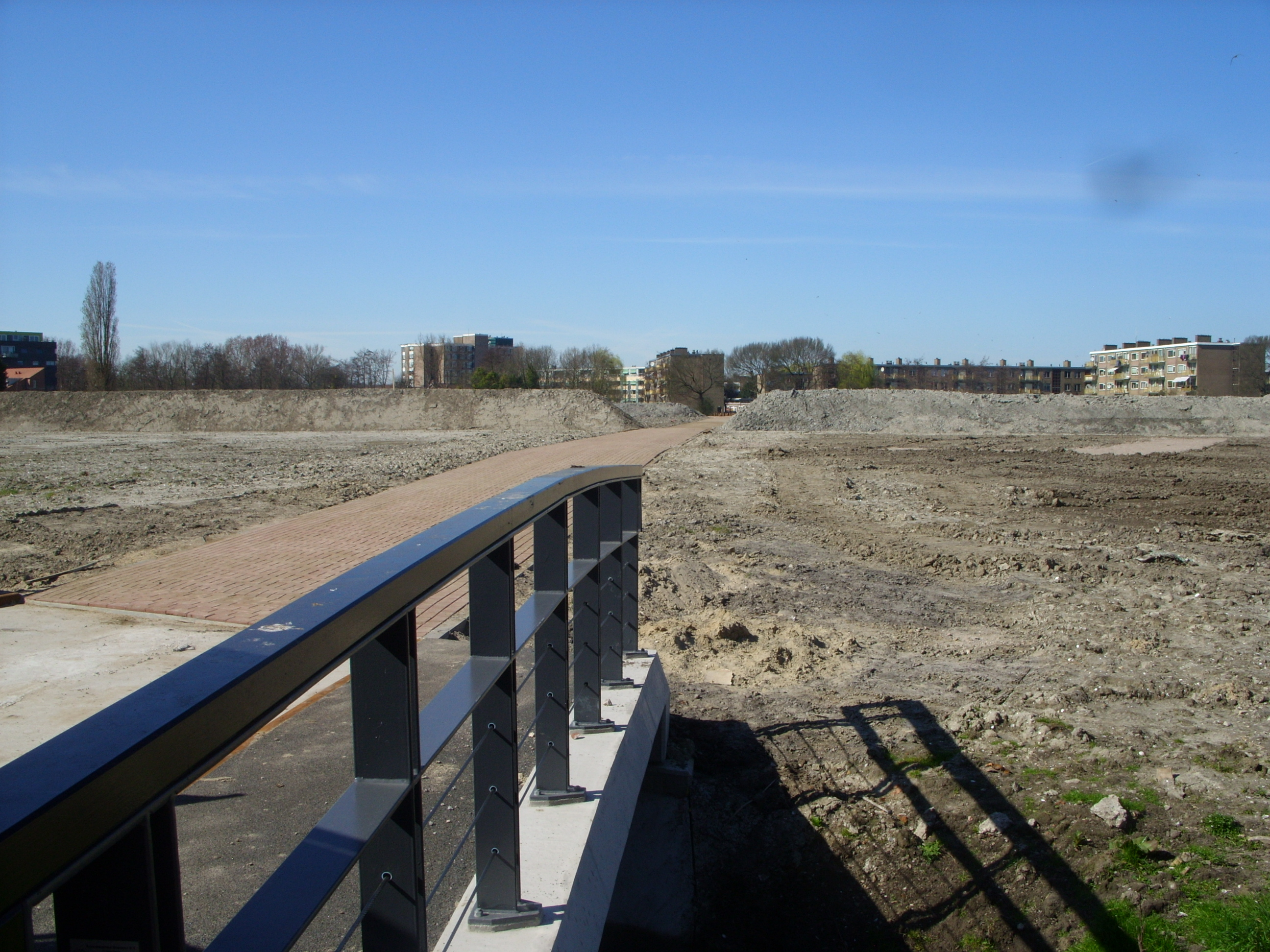
Zuidelijke ingang
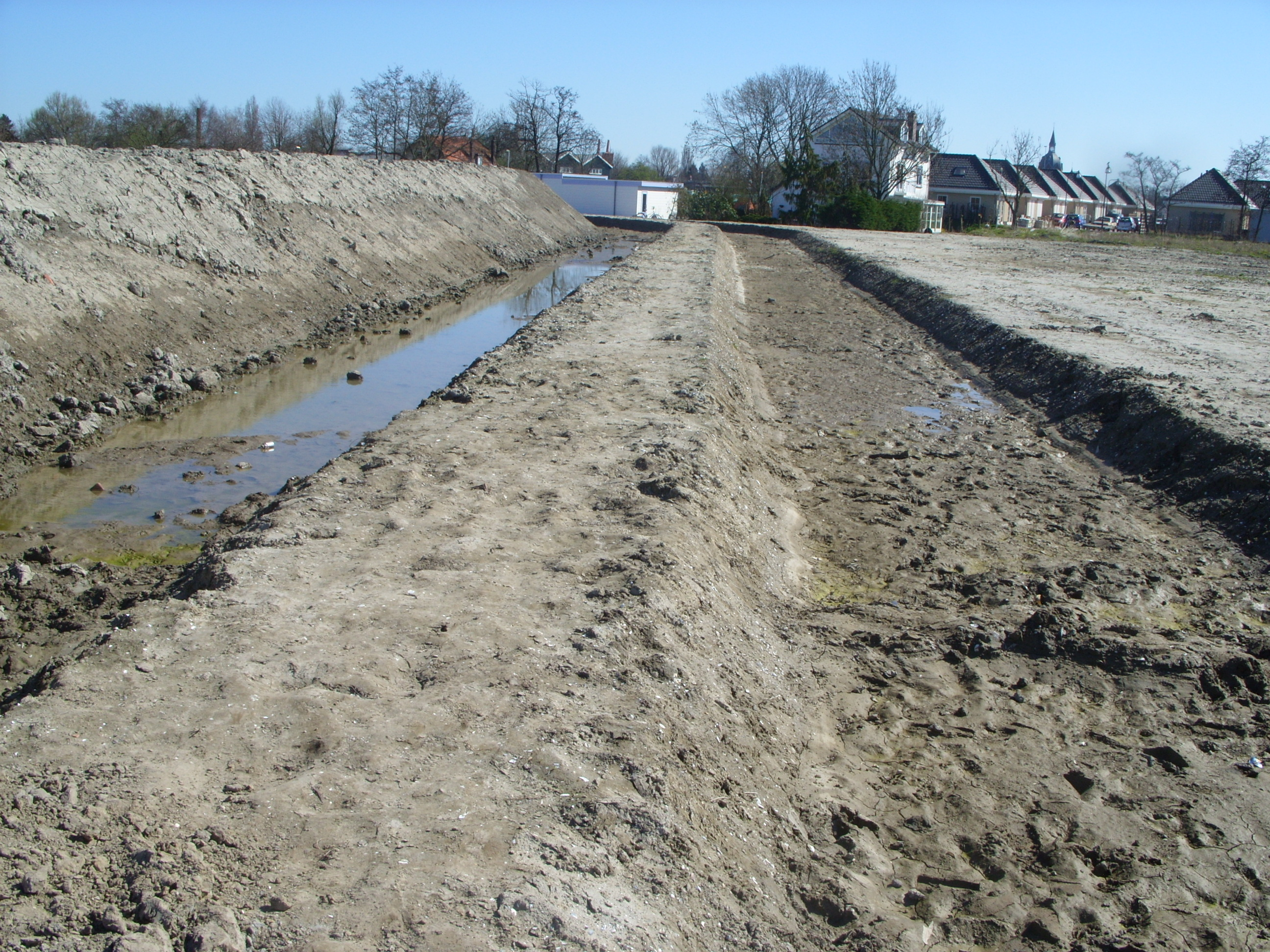
Gracht
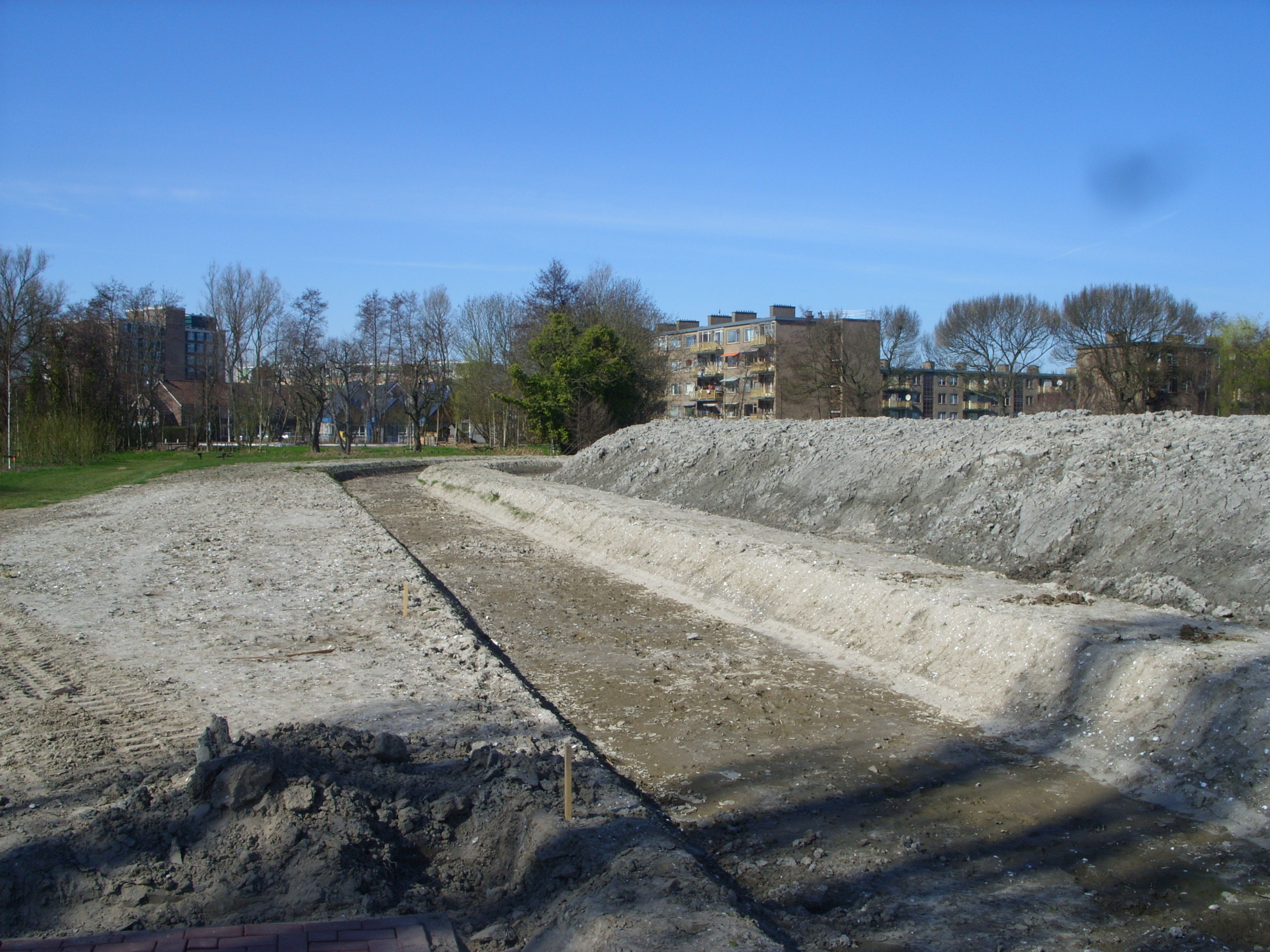
Gracht
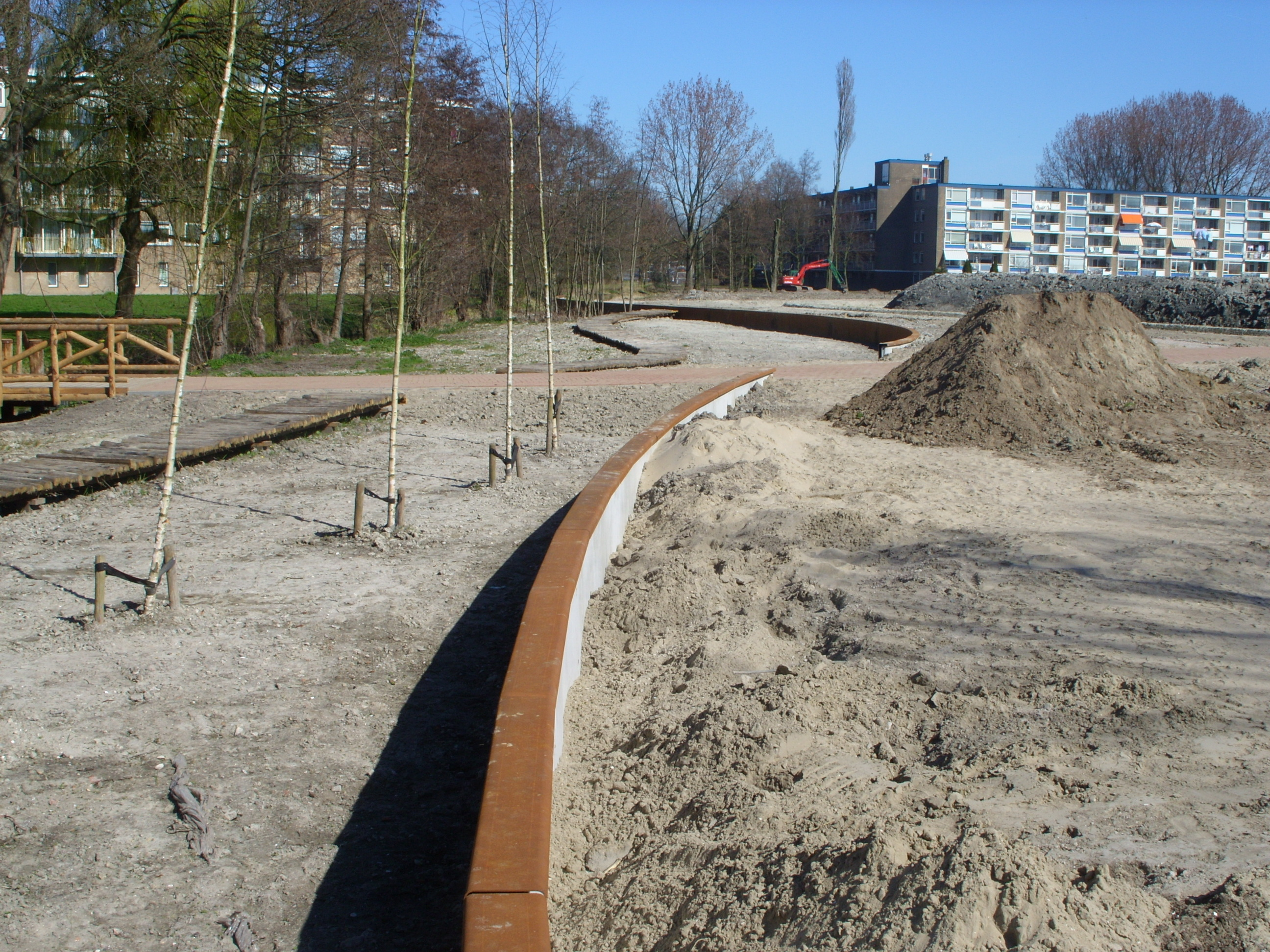
Kade kanaal van Corbulo
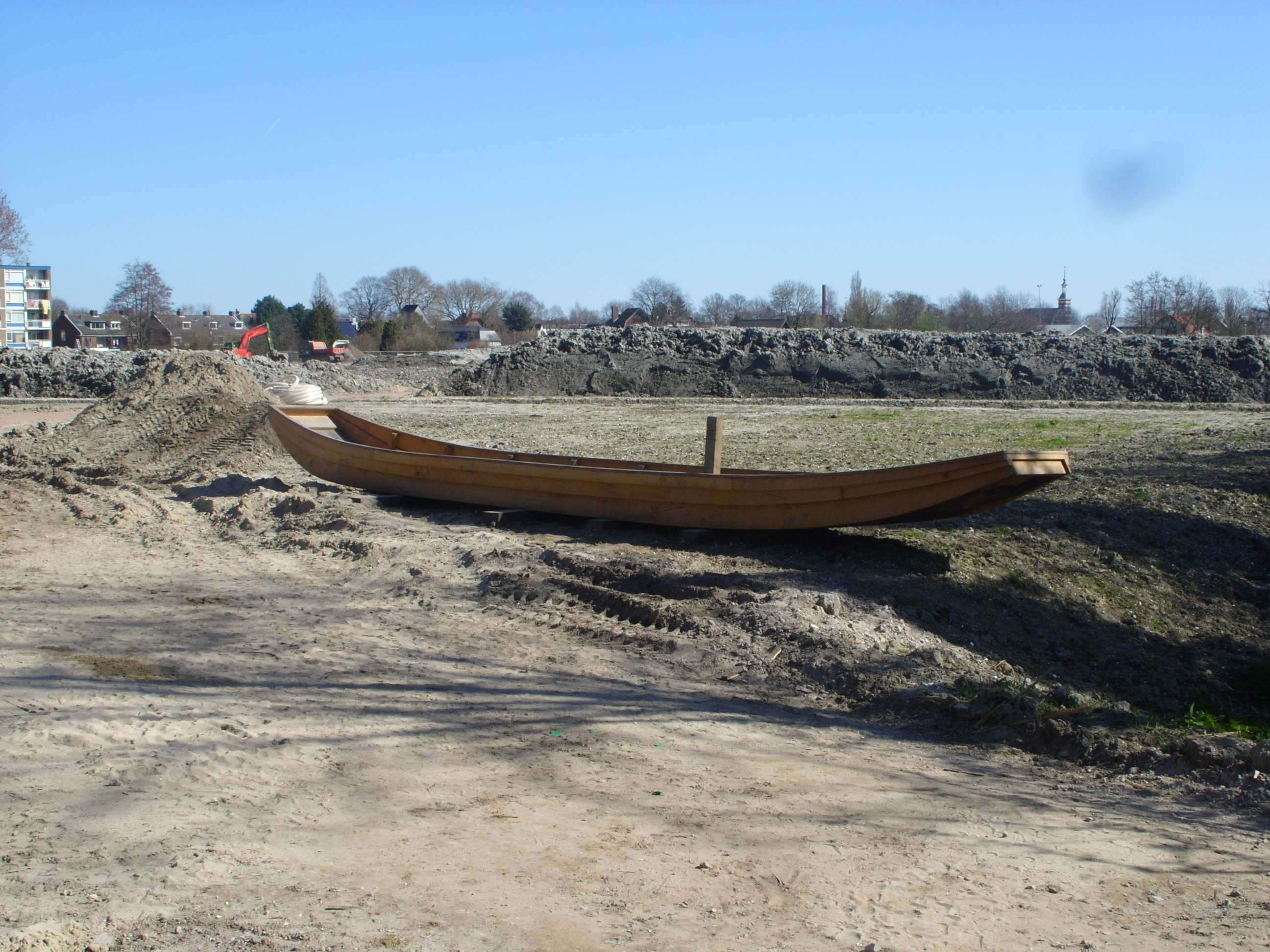
Romeinse platbodem
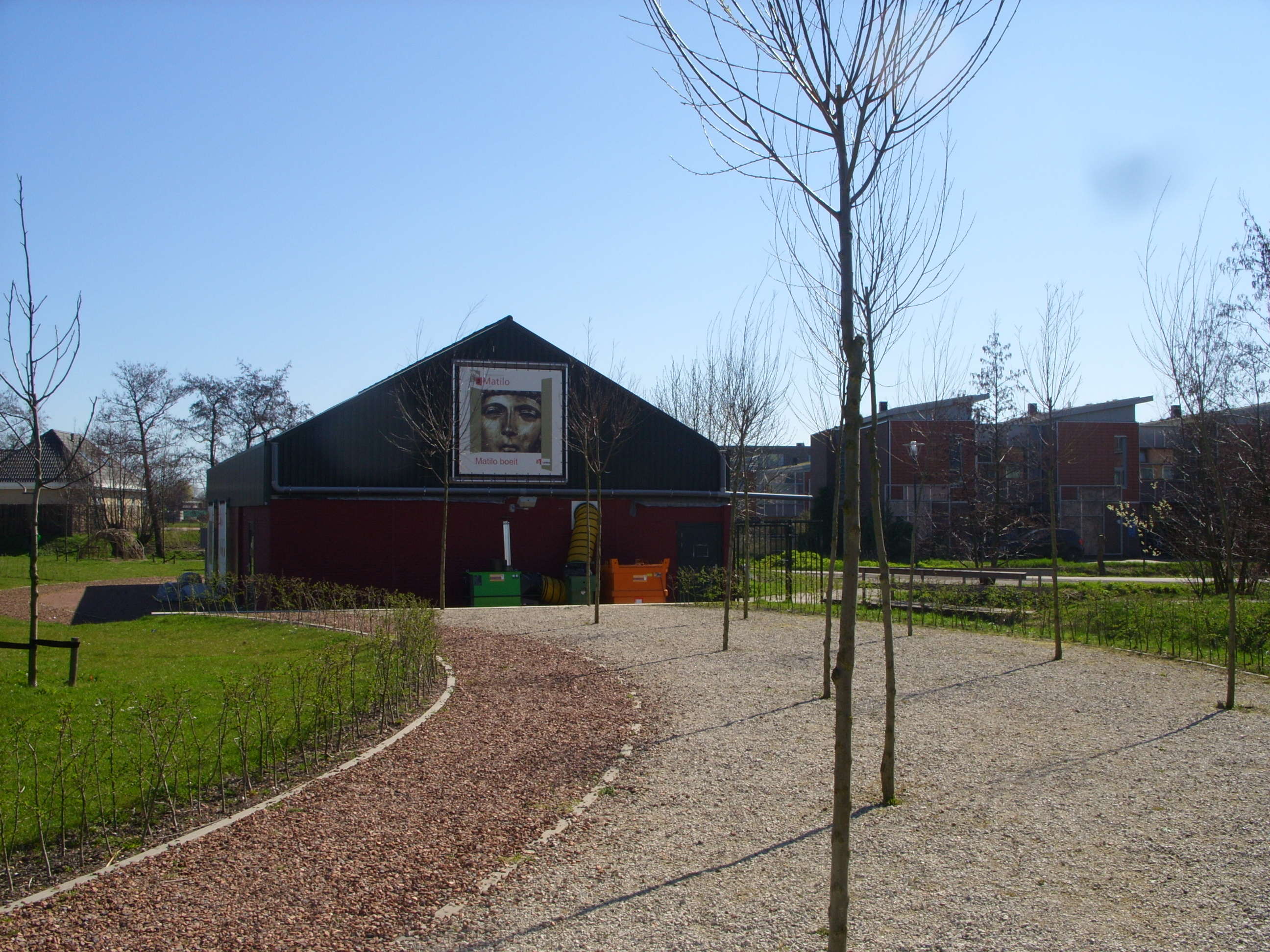
Instructielokaal
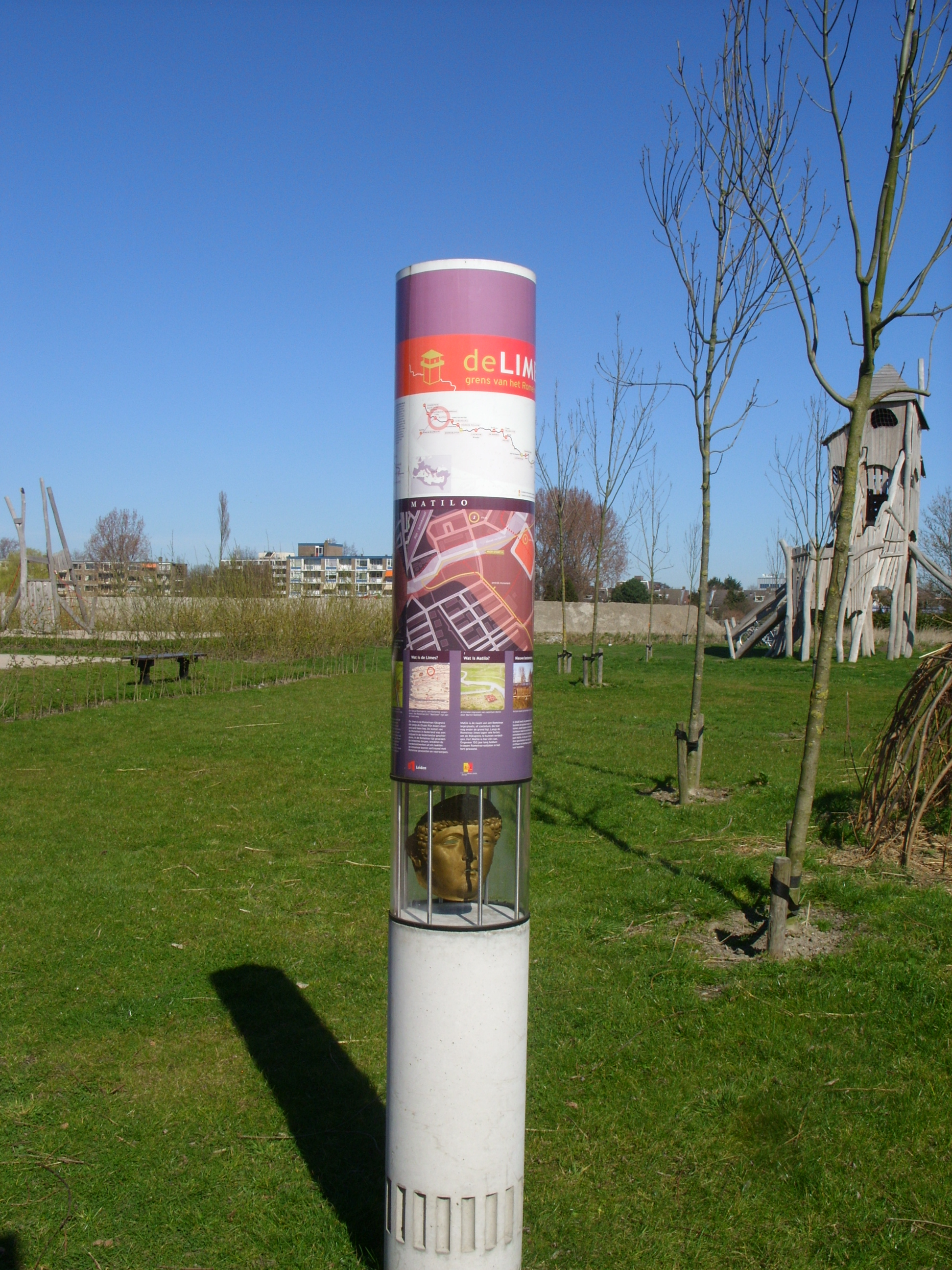
Informatiepaneel

### Archeologisch park Matilo voor de aanleg (april 2010)

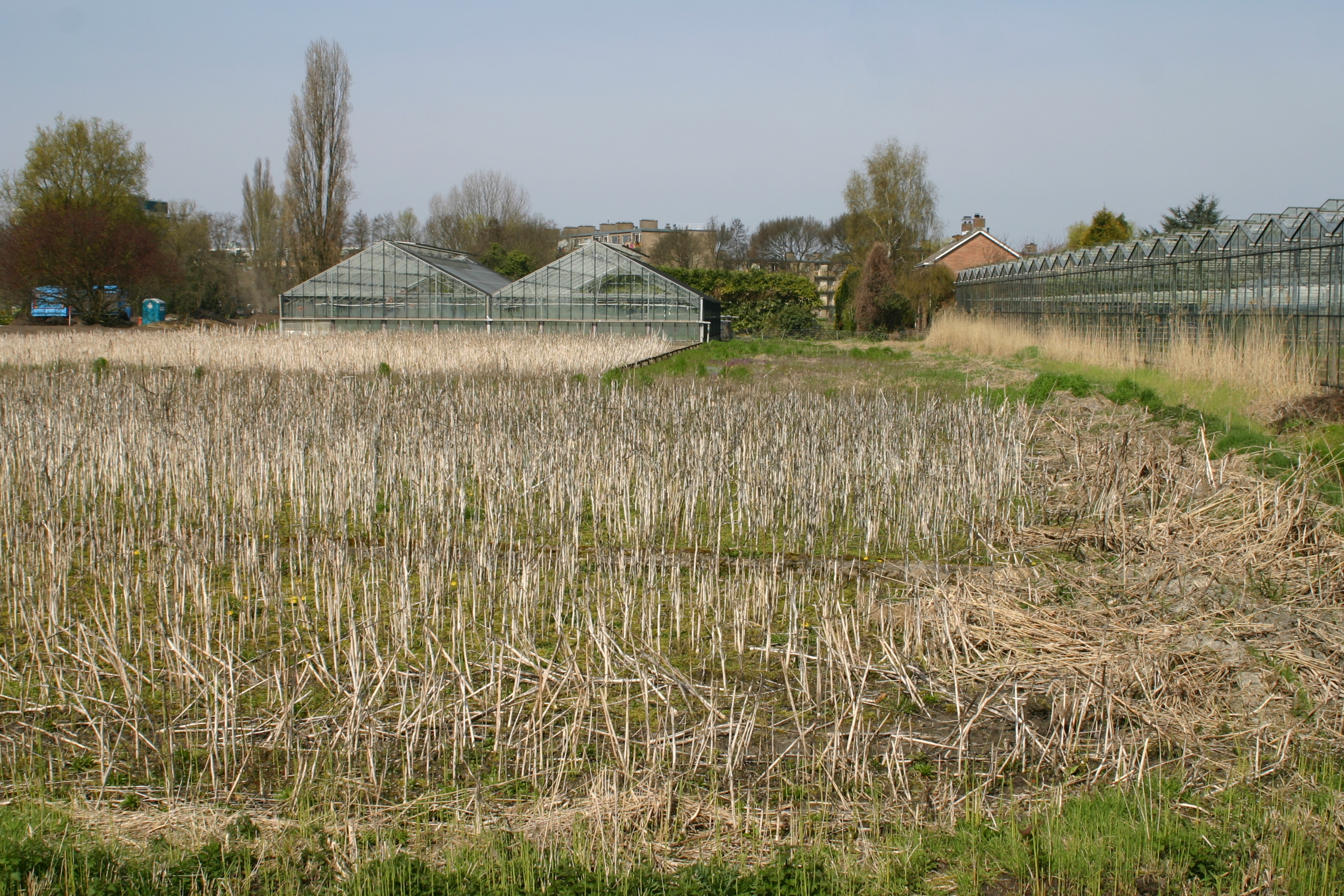
Tuingronden en kassen